# Forcipomyia rudebecki
Forcipomyia rudebecki är en tvåvingeart som beskrevs av Meillon 1959. Forcipomyia rudebecki ingår i släktet Forcipomyia och familjen svidknott. Inga underarter finns listade i Catalogue of Life.